# Sturla Holm Lægreid
Sturla Holm Lægreid (* 20. Februar 1997 in Bærum) ist ein norwegischer Biathlet. Er startet seit 2020 im Weltcup und gewann in der Saison 2024/25 die Gesamtwertung. Zudem ist er siebenfacher Weltmeister und wurde 2022 Olympiasieger mit der Männerstaffel.

## Werdegang

### Anfänge und erste Weltcupstarts (bis 2020)
Sturla Holm Lægreid wuchs in der nahe Oslo gelegenen Kommune Bærum als zweites von drei Kindern (mit einem älteren Bruder und einer jüngeren Schwester) in einer sportbegeisterten Familie auf. Früh kam er mit verschiedenen Sportarten in Kontakt: Neben dem Skisport trainierte er in seiner Kindheit zwischenzeitlich unter anderem Fußball, Taekwondo und Bandy. Ab dem Alter von 16 Jahren konzentrierte er sich auf Biathlon und besuchte für drei Jahre das WANG-Sportgymnasium in Oslo. Während dieser Zeit nahm er am Europäischen Olympischen Winter-Jugendfestival 2015 im vorarlbergischen Bürserberg teil, wo er in der Verfolgung hinter Sebastian Samuelsson Silber und in der Mixed-Staffel gemeinsam mit Mathea Tofte, Karoline Erdal und Aleksander Fjeld Andersen Gold gewann.
Nach Erfolgen im nationalen Nachwuchsbereich fand Lægreid mit 21 Jahren Berücksichtigung im norwegischen Aufgebot für Juniorenweltmeisterschaften 2018 in Otepää. Dort gewann er Silber im Einzel sowie – gemeinsam mit Sivert Bakken, Johannes Dale und Endre Strømsheim – Gold mit der Staffel. Anschließend erkrankte er an Pfeiffer-Drüsenfieber, weswegen er acht Monate nur eingeschränkt trainieren konnte und die Saison 2018/19 weitgehend verpasste. Lægreid stellte in dieser Zeit unter Orientierung an Videoaufnahmen von Martin Fourcade seine Schussposition um und arbeitete an seinem Gewehr. Dennoch hatte er bei seiner Rückkehr in den norwegischen Pokal Ende 2019 große Schwierigkeiten am Schießstand und begann in der Folge mit Mentaltraining und Meditation. Im Februar 2020 entschied er im Rahmen des IBU-Cups in Martell einen Massenstart für sich. Daraufhin wurde er auch für die Teilnahme an den Europameisterschaften 2020 in Minsk nominiert, wo er im Verfolgungsrennen hinter dem Belarussen Sergei Wadimowitsch Botscharnikow die Silbermedaille gewann. Zum Saisonende erhielt Lægreid im März 2020 in Nové Město na Moravě und in Kontiolahti seine ersten vier Einsätze im Biathlon-Weltcup, bei denen er insgesamt mit 59 von 60 Schüssen traf und in jedem der vier Wettkämpfe ein Ergebnis zwischen dem zehnten und dem fünfzehnten Rang erreichte.

### Schneller Aufstieg in die Weltspitze (seit 2020)

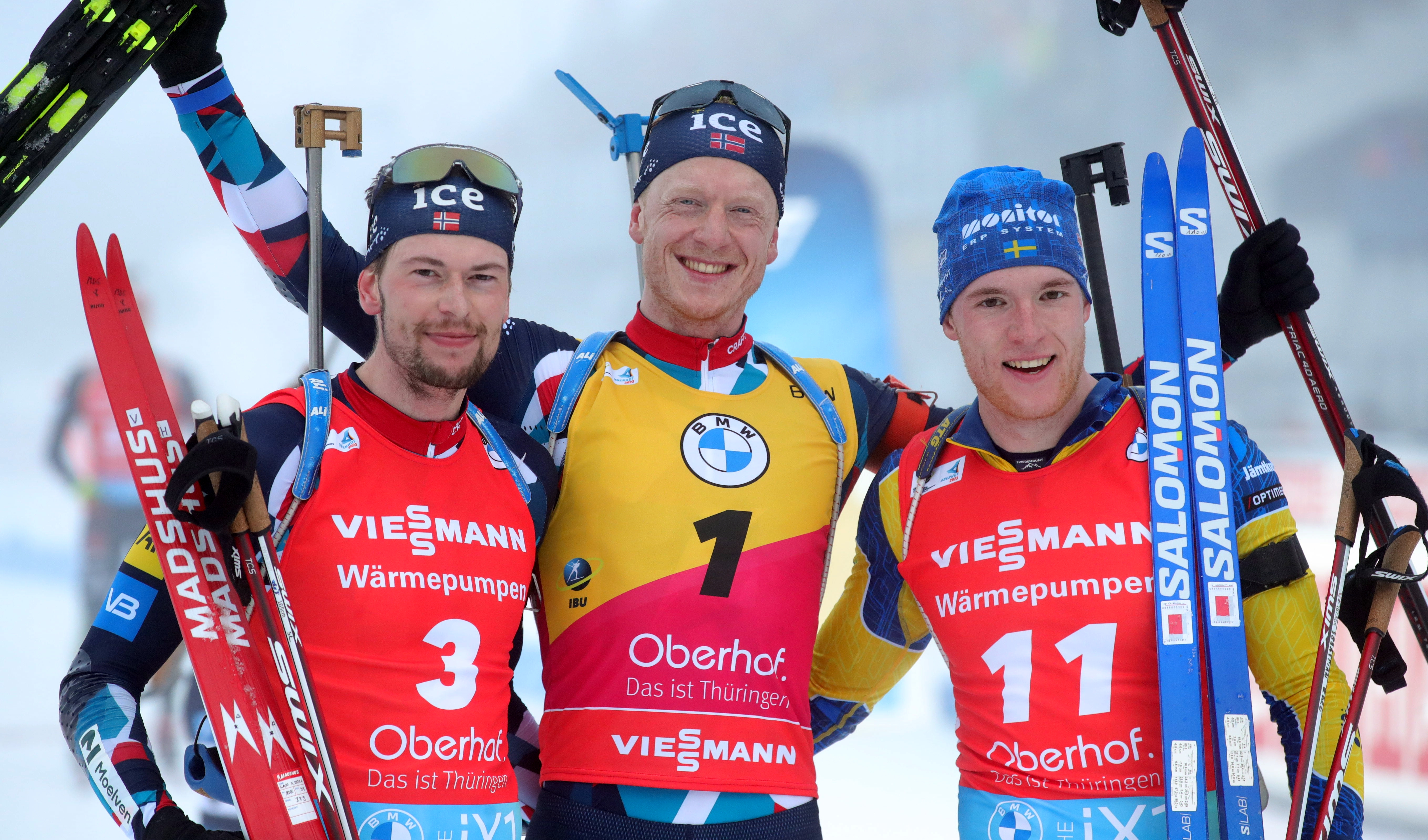
Lægreid (links) neben Johannes Thingnes Bø und Sebastian Samuelsson nach der WM-Verfolgung 2023

Der Norwegische Biathlon-Verband berief Lægreid im Sommer 2020 in seine sechsköpfige Elite-Nationalmannschaft. Beim ersten Weltcup der neuen Saison, erneut in Kontiolahti, gewann er bei seinem erst fünften Start in der höchsten Rennserie durch fehlerfreies Schießen völlig überraschend den saisoneröffnenden 20-Kilometer-Einzelwettkampf und somit auch das gelbe Trikot des Weltcup-Gesamtführenden. Lægreid bestätigte diese Leistung im Saisonverlauf mit sechs weiteren Siegen in Einzelrennen und dem zweiten Rang in der Gesamtwertung der Rennserie hinter seinem Teamkollegen Johannes Thingnes Bø. Er gewann die Disziplinenwertung im Einzel und in der Verfolgung sowie die neu eingeführte U25-Wertung. Bei den Weltmeisterschaften 2021 auf der Pokljuka holte Lægreid vier Goldmedaillen: im Einzel, im Massenstart sowie mit der Männer- und der Mixed-Staffel, wo er jeweils die Position des Startläufers einnahm. Seine Stärke lag insbesondere am Schießstand, wo er bei den WM-Einzelwettkämpfen mit 97 % seiner Schüsse traf, über die gesamte Saison gesehen mit mehr als 92 %. Hinter Simon Eder war er damit der zweitbeste Schütze des Winters. Als Schwäche bezeichnete er selbst seine mangelnde Sprintfähigkeit.
Im olympischen Winter 2021/22 siegte Lægreid in zwei Einzel- und in vier Staffelrennen im Weltcup. Wieder belegte er den zweiten Platz in der Weltcup-Gesamtwertung, dieses Mal hinter Quentin Fillon Maillet. Bei den Winterspielen 2022 in Peking zeigte er Schwächen im Schießen und gewann keine Einzelmedaille. In der Männerstaffel verantwortete er als Startläufer die einzige norwegische Strafrunde und übergab an siebter Stelle an Tarjei Bø. Am Ende gewann die Staffel, der außerdem Johannes Thingnes Bø und Vetle Sjåstad Christiansen angehörten, das Rennen, wodurch Lægreid Olympiasieger wurde. 2022/23 wurde Lægreid zum dritten Mal in Folge Gesamtweltcupzweiter. Wie zwei Winter zuvor schlug ihn sein Landsmann Johannes Thingnes Bø, der 16 der 21 Saisonrennen für sich entschied. Lægreid siegte einmal: bei schwierigen Streckenbedingungen in der Verfolgung in Annecy/Le Grand-Bornand. Bei den Weltmeisterschaften 2023 wurden Lægreid und Bø gemeinsam Weltmeister in der Mixed-Staffel und holten Silber in der Männerstaffel, außerdem gewann Lægreid – jeweils bei Triumphen von Bø – Silber in der Verfolgung und im 20-Kilometer-Einzelrennen sowie Bronze im Sprint. Gegen Ende der Saison verpasste Lægreid einige Wettkämpfe nach einer SARS-CoV-2-Infektion.
Zu Beginn der Weltcupsaison 2023/24 befand sich Lægreid bei den Rennen in Östersund im Formtief und verpasste mehrmals die ersten zehn Plätze. In den folgenden Wettkampfwochen erreichte er wieder Podestergebnisse. Im Rahmen des Weltcups in Lenzerheide im Dezember 2023 feuerte Lægreid beim Trockentraining in der Mannschaftsunterkunft einen Schuss ab. Laut eigenen Angaben hatte er versehentlich ein volles statt eines leeren Magazins in sein Gewehr eingesetzt. Der Schuss traf einen Hocker. Lægreid wurde wegen eines Verstoßes gegen die Sicherheitsregeln des Weltverbandes von der Teilnahme am Massenstartrennen in Lenzerheide ausgeschlossen. Seinen ersten Saisonsieg in einem Einzelrennen feierte Lægreid bei den Weltmeisterschaften 2024 in Nové Město, wo er im Sprint ohne Schießfehler blieb und mit 3,5 Sekunden Vorsprung auf Johannes Thingnes Bø triumphierte. Im anschließenden Verfolgungsrennen wurde er hinter Bø Zweiter. Eine weitere WM-Silbermedaille gewann er mit der norwegischen Staffel. Nach den Weltmeisterschaften entschied Lægreid Anfang März in Oslo zwei Weltcuprennen (über 20 Kilometer sowie im Massenstart) für sich. Er beendete den Winter als Vierter der Gesamtwertung.

## Persönliches
Lægreid war ein ausgesprochen guter Schüler und erreichte bei seinem Abitur in nahezu jedem Fach die Bestnote. Er strebte ein Nanotechnologie-Studium an der NTNU an, das sich aber nicht mit seiner Laufbahn als Leistungssportler vereinbaren ließ. Stattdessen begann er ein Teilzeitstudium der erneuerbaren Energien in Gjøvik. In einem Interview im Winter 2020/21 sagte er, dass er sich vorerst voll dem Biathlon widmen wolle und deswegen keine Kurse an der Universität belege.
Lægreid lebte und trainierte zu Beginn seiner Karriere in Lillehammer. Im Sommer 2022 kaufte er ein Haus in unmittelbarer Nähe des Birkebeineren-Skistadions, um Anfahrtszeit zum Training zu sparen. Unter anderem darauf Bezug nehmend beschrieb ihn TV 2 als Perfektionisten.
Im Frühjahr 2024 zog Lægreid zurück in seine Heimat nach Oslo, um seiner Familie und seinen Freunden näher zu sein. Er trainiert seitdem hauptsächlich im Skistadion am Holmenkollen.

## Statistik

### Weltcupsiege
| Nr. | Datum         | Ort              | Disziplin   |
| --- | ------------- | ---------------- | ----------- |
| 1.  | 28. Nov. 2020 | Kontiolahti      | Einzel      |
| 2.  | 17. Dez. 2020 | Hochfilzen       | Sprint      |
| 3.  | 19. Dez. 2020 | Hochfilzen       | Verfolgung  |
| 4.  | 9. Jan. 2021  | Oberhof          | Verfolgung  |
| 5.  | 17. Feb. 2021 | Pokljuka (WM)    | Einzel      |
| 6.  | 21. Feb. 2021 | Pokljuka (WM)    | Massenstart |
| 7.  | 20. März 2021 | Östersund        | Verfolgung  |
| 8.  | 27. Nov. 2021 | Östersund        | Einzel      |
| 9.  | 18. März 2022 | Oslo             | Sprint      |
| 10. | 17. Dez. 2022 | Le Grand-Bornand | Verfolgung  |
| 11. | 1. März 2024  | Oslo             | Einzel      |
| 12. | 2. März 2024  | Oslo             | Massenstart |
| 13. | 11. Jan. 2025 | Oberhof          | Verfolgung  |
| 14. | 26. Jan. 2025 | Antholz          | Verfolgung  |
| 15. | 22. März 2025 | Oslo             | Verfolgung  |

| Nr. | Datum         | Ort            | Disziplin              |
| --- | ------------- | -------------- | ---------------------- |
| 1.  | 6. Dez. 2020  | Kontiolahti    | Staffel 1              |
| 2.  | 10. Feb. 2021 | Pokljuka (WM)  | Mixed-Staffel 2        |
| 3.  | 20. Feb. 2021 | Pokljuka (WM)  | Staffel 1              |
| 4.  | 12. Dez. 2021 | Hochfilzen     | Staffel 1              |
| 5.  | 23. Jan. 2022 | Antholz        | Staffel 1              |
| 6.  | 4. März 2022  | Kontiolahti    | Staffel 3              |
| 7.  | 13. März 2022 | Otepää         | Single-Mixed-Staffel 4 |
| 8.  | 1. Dez. 2022  | Kontiolahti    | Staffel 1              |
| 9.  | 10. Dez. 2022 | Hochfilzen     | Staffel 5              |
| 10. | 13. Jan. 2023 | Ruhpolding     | Staffel 1              |
| 11. | 22. Jan. 2023 | Antholz        | Staffel 1              |
| 12. | 10. Dez. 2023 | Hochfilzen     | Staffel 1              |
| 13. | 7. Jan. 2024  | Oberhof        | Staffel 6              |
| 14. | 11. Jan. 2024 | Ruhpolding     | Staffel 7              |
| 15. | 8. März 2024  | Soldier Hollow | Staffel 1              |

### Biathlon-Weltcup-Platzierungen
Die Tabelle zeigt alle Platzierungen (je nach Austragungsjahr einschließlich Olympische Spiele und Weltmeisterschaften).
- 1.–3. Platz: Anzahl der Podiumsplatzierungen
- Top 10: Anzahl der Platzierungen unter den ersten zehn (einschließlich Podium)
- Punkteränge: Anzahl der Platzierungen innerhalb der Punkteränge (einschließlich Podium und Top 10)
- Starts: Anzahl gelaufener Rennen in der jeweiligen Disziplin
- Staffel: inklusive Mixed- und Single-Mixed-Staffeln

| Platzierung                    | Einzel | Sprint | Verfolgung | Massenstart | Staffel | Gesamt |
| ------------------------------ | ------ | ------ | ---------- | ----------- | ------- | ------ |
| 1. Platz                       | 4      | 2      | 4          | 2           | 15      | 27     |
| 2. Platz                       | 1      | 6      | 4          | 2           | 5       | 18     |
| 3. Platz                       |        | 5      | 3          | 2           | 1       | 11     |
| Top 10                         | 8      | 25     | 23         | 10          | 21      | 87     |
| Punkteränge                    | 10     | 32     | 27         | 17          | 21      | 107    |
| Starts                         | 10     | 33     | 27         | 17          | 21      | 108    |
| Stand: nach der Saison 2023/24 |        |        |            |             |         |        |

### Olympische Winterspiele
Ergebnisse bei Olympischen Winterspielen:
|                                        | Einzelwettbewerbe | Einzelwettbewerbe | Einzelwettbewerbe | Einzelwettbewerbe | Staffelwettbewerbe | Staffelwettbewerbe |
| Sprint                                 | Verfolgung        | Einzel            | Massenstart       | Herrenstaffel     | Mixed-Staffel      |                    |
| -------------------------------------- | ----------------- | ----------------- | ----------------- | ----------------- | ------------------ | ------------------ |
| Olympische Winterspiele 2022 \| Peking | 7.                | 24.               | 15.               | 6.                | 1.                 | –                  |

### Weltmeisterschaften
Ergebnisse bei Weltmeisterschaften:
|                                               | Einzelwettbewerbe | Einzelwettbewerbe | Einzelwettbewerbe | Einzelwettbewerbe | Staffelwettbewerbe | Staffelwettbewerbe | Staffelwettbewerbe |
| Sprint                                        | Verfolgung        | Einzel            | Massenstart       | Herrenstaffel     | Mixed-Staffel      | S.-M.-Staffel      |                    |
| --------------------------------------------- | ----------------- | ----------------- | ----------------- | ----------------- | ------------------ | ------------------ | ------------------ |
| Weltmeisterschaften 2021 Pokljuka             | 7.                | 6.                | 1.                | 1.                | 1.                 | 1.                 | –                  |
| Weltmeisterschaften 2023 Oberhof              | 3.                | 2.                | 2.                | 4.                | 2.                 | 1.                 | –                  |
| Weltmeisterschaften 2024 Nové Město na Moravě | 1.                | 2.                | 18.               | 17.               | 2.                 | –                  | –                  |
| Weltmeisterschaften 2025 Lenzerheide          | 15.               | 9.                | 4.                | 2.                | 1.                 | 4.                 | –                  |

### Europameisterschaften
| Veranstaltung               | Supersprint | Sprint | Verfolgung | Mixed-Staffel | Single-Mixed-Staffel |
| --------------------------- | ----------- | ------ | ---------- | ------------- | -------------------- |
| EM 2020 in Minsk-Raubitschy | 5.          | 12.    | 2.         | –             | –                    |

### Juniorenweltmeisterschaften
| Veranstaltung              | Einzel | Sprint | Verfolgung | Staffel |
| -------------------------- | ------ | ------ | ---------- | ------- |
| Junioren-WM 2018 in Otepää | 2.     | 4.     | 8.         | 2.      |